# Danh sách hồ theo diện tích

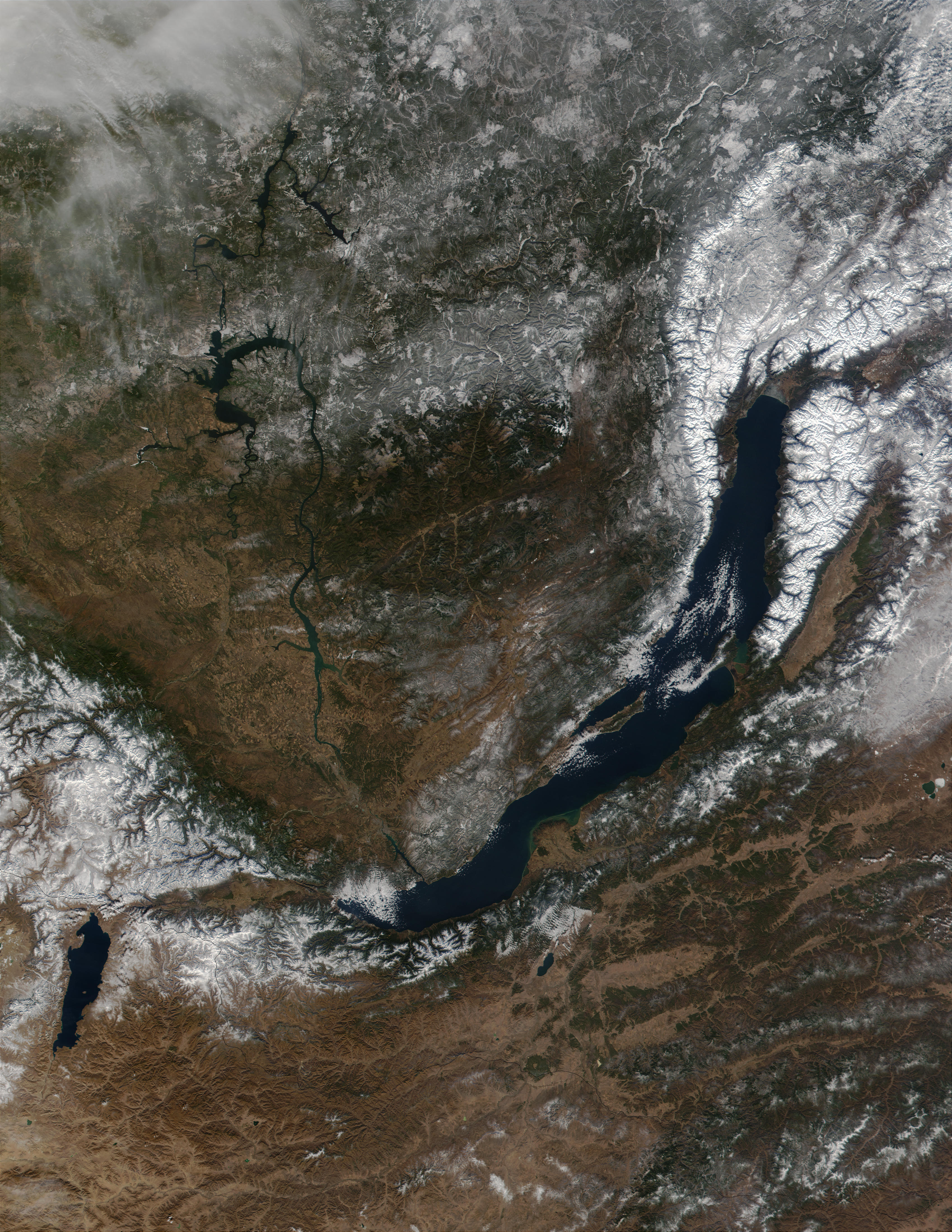
Baikal, hồ sâu nhất và có dung tích nước lớn nhất thế giới

Sau đây là danh sách hồ có diện tích mặt nước từ 4.000 km² trở lên. Lưu ý rằng diện tích của một số hồ có thể thay đổi theo mùa hoặc theo năm, đặc biệt là với trường hợp các hồ nước mặn thuộc các vùng đất khô cằn. Danh sách này không bao gồm các hồ chứa nước.
Để so sánh, biển nhỏ nhất thế giới, biển Caspi có diện tích 371.000 km², rộng 1.199 km, sâu 1.025 m và có dung tích nước 78.200 km³.

## Danh sách
| Chỉ màu | Chỉ màu | Chỉ màu        | Chỉ màu | Chỉ màu | Chỉ màu      | Chỉ màu  |
| ------- | ------- | -------------- | ------- | ------- | ------------ | -------- |
| Châu Á  | Châu Âu | Châu Đại Dương | Bắc Mỹ  | Nam Mỹ  | Châu Nam Cực | Châu Phi |

| Thứ tự | Hồ                | Diện tích km² | Rộng km | Sâu m         | Dung tích nước km³ | Quốc gia                                           | Ghi chú                                                     |
| ------ | ----------------- | ------------- | ------- | ------------- | ------------------ | -------------------------------------------------- | ----------------------------------------------------------- |
| 1      | Hồ Michigan-Huron | 117.702       | 710     | 282           | 8.458              | Canada/ Hoa Kỳ                                     |                                                             |
| 2      | Hồ Superior       | 82.414        | 616     | 406           | 12.100             | Canada/ Hoa Kỳ                                     |                                                             |
| 3      | Hồ Victoria       | 69.485        | 322     | 84            | 2.750              | Kenya/ Tanzania · Uganda                           |                                                             |
| 4      | Hồ Tanganyika     | 32.893        | 676     | 1.470         | 18.900             | Tanzania/ Cộng hòa Dân chủ Congo · Zambia/ Burundi |                                                             |
| 5      | Hồ Baikal         | 31.500        | 636     | 1.637         | 23.600             | Nga                                                | Hồ sâu nhất Hồ có dung tích nước lớn nhất                   |
| 6      | Hồ Gấu Lớn        | 31.080        | 373     | 446           | 2.236              | Canada                                             |                                                             |
| 7      | Hồ Malawi         | 30.044        | 579     | 706           | 8.400              | Malawi/ Mozambique · Tanzania                      |                                                             |
| 8      | Hồ Great Slave    | 28.930        | 480     | 614           | 2.090              | Canada                                             |                                                             |
| 9      | Hồ Erie           | 25.719        | 388     | 64            | 489                | Canada/ Hoa Kỳ                                     |                                                             |
| 10     | Hồ Winnipeg       | 23.553        | 425     | 36            | 283                | Canada                                             |                                                             |
| 11     | Hồ Ontario        | 19.477        | 311     | 244           | 1.639              | Canada/ Hoa Kỳ                                     |                                                             |
| 12     | Hồ Balkhash       | 18.428        | 605     | 26            | 106                | Kazakhstan                                         |                                                             |
| 13     | Hồ Ladoga         | 18.130        | 219     | 230           | 908                | Nga                                                |                                                             |
| 14     | Biển Aral         | 17.160        | 428     |               |                    | Kazakhstan/ Uzbekistan                             | Năm 1960, hồ có diện tích 68.000 km² (lớn thứ 4 thế giới)   |
| 15     | Hồ Vostok         | 15.690        | 250     | ~ 900-1.000 m | 5400 ± 1.600 km³   | Châu Nam Cực                                       | Hồ dưới mặt băng lớn nhất                                   |
| 16     | Hồ Maracaibo      | 13.300        |         |               |                    | Venezuela                                          |                                                             |
| 17     | Hồ Tonlé Sap      | ~ 10.000      |         |               |                    | Campuchia                                          |                                                             |
| 18     | Hồ Onega          | 9.891         | 248     | 120           | 280                | Nga                                                |                                                             |
| 19     | Hồ Titicaca       | 8.135         | 177     | 281           | 893                | Bolivia/ Perú                                      |                                                             |
| 20     | Hồ Nicaragua      | 8.001         | 177     | 26            |                    | Nicaragua                                          |                                                             |
| 21     | Hồ Athabasca      | 7.920         | 335     | 243           | 204                | Canada                                             |                                                             |
| 22     | Hồ Turkana        | 6.405         | 248     | 109           | 204                | Kenya                                              |                                                             |
| 23     | Hồ Reindeer       | 6.330         | 245     | 337           |                    | Canada                                             |                                                             |
| 24     | Hồ Eyre           | ~ 6.216       | 209     |               |                    | Úc                                                 | Diện tích thay đổi theo mùa                                 |
| 25     | Hồ Issyk-Kul      | 6.200         | 182     | 668           | 1.738              | Kiribati                                           |                                                             |
| 26     | Hồ Urmia          | 6.001         | 130     | 16            |                    | Iran                                               |                                                             |
| 27     | Hồ Động Đình      | ~ 6.000       |         |               |                    | Trung Quốc                                         | Diện tích thay đổi theo mùa (từ 4.000 km² đến ~ 12.000 km²) |
| 28     | Hồ Torrens        | 5.698         | 209     |               |                    | Úc                                                 |                                                             |
| 29     | Hồ Vänern         | 5.545         | 140     | 106           | 153                | Thụy Điển                                          |                                                             |
| 30     | Hồ Winnipegosis   | 5.403         | 245     | 254           |                    | Canada                                             |                                                             |
| 31     | Hồ Albert         | 5.299         | 161     | 58            | 280                | Cộng hòa Dân chủ Congo/ Uganda                     |                                                             |
| 32     | Hồ Mweru          | 5.120         | 131     | 27            | 38                 | Cộng hòa Dân chủ Congo/ Zambia                     |                                                             |
| 33     | Hồ Nettilling     | 5.066         | 113     |               |                    | Canada                                             | Hồ trên đảo lớn nhất                                        |
| 34     | Hồ Nipigon        | 4.843         | 116     | 165           |                    | Canada                                             |                                                             |
| 35     | Hồ Manitoba       | 4.706         | 225     | 248           |                    | Canada                                             |                                                             |
| 36     | Hồ Muối Lớn       | 4.662         | 121     | 10            |                    | Hoa Kỳ                                             |                                                             |
| 37     | Hồ Khanka         | 4.190         |         | 10.6          |                    | Nga/ Trung Quốc                                    |                                                             |

## Hồ lớn nhất châu lục
- Châu Á - Hồ Baikal
- Châu Âu - Hồ Ladoga
- Châu Đại Dương - Hồ Eyre
- Bắc Mỹ - Hồ Michigan-Huron
- Trung Mỹ - Hồ Nicaragua
- Nam Mỹ - Hồ Maracaibo
- Châu Nam Cực - Hồ Vostok
- Châu Phi - Hồ Victoria